# Parmularia macneilli
Parmularia macneilli är en mossdjursart som beskrevs av Livingstone 1924. Parmularia macneilli ingår i släktet Parmularia och familjen Parmulariidae. Inga underarter finns listade i Catalogue of Life.